# 黍状苔炭黑粉菌
黍状苔炭黑粉菌（学名：Anthracoidea paniceae）是属于黑粉菌目炭黑粉菌科炭黑粉菌属的一种真菌，寄生在苔草属植物上。该种分布于中国、冰岛、挪威、瑞典、芬兰、爱沙尼亚、拉脱维亚、立陶宛、俄罗斯、乌克兰、波兰、斯洛伐克、德国、瑞士、英国、西班牙、加拿大、美国等地。